# Nate Lepine
Nate Lepine (* 3. Juni 1973 in Alaska) ist ein US-amerikanischer Holzbläser (Saxophon, Klarinette und Flöte) und Keyboarder im Bereich des Modern Creative und Independent Rock.

## Leben und Wirken
Lepine wuchs in Connecticut auf und lebt seit 1991 in Chicago; dort spielte er zunächst in einer Bluesband, bevor er mit der lokalen Jazzszene in Kontakt kam. Seitdem arbeitete er u. a. mit verschiedenen Jazz- und Indie-Rock-Bands, wie Manishevitz, Head Of Femur, Sister Machine Gun, Califone und Smog (um Bill Callahan), ferner mit Toumani Diabaté, Bobby Bare, Pete Yorn, Company of Thieves, The M’s, Poi Dog Pondering, Sonoi, Baby Teeth, dem NRG Ensemble, Iron & Wine und Cursive. Er war Mitglied der Jazz-Formation Herculaneum; ferner arbeitete er mit Jason Adasiewicz, Fred Lonberg-Holm und Dylan Ryan. Im Bereich des Jazz war er zwischen 2007 und 2015 an fünf Aufnahmesessions beteiligt. 2016 legte er mit Quartet: Vortices sein Debütalbum vor.

## Diskographische Hinweise
- Manishevitz: City Life (Jagjaguwar, 2003), u. a. mit Fred Lonberg-Holm
- Manishevitz: East to East (Catbird Records, 2007)
- Herculaneum: Herculaneum III (Clean Feed Records, 2009)
- Iron & Wine: Kiss Each Other Clean (2011)
- Quartet: Vortices (2015), mit Nick Mazzarella, Clark Sommers, Quin Kirchner